# Lukáš Hlava
Lukáš Hlava (* 10. September 1984 in Turnov) ist ein ehemaliger tschechischer Skispringer.

## Werdegang
Hlava gab sein Debüt bei einem internationalen Skisprungwettkampf bei den Junioren-Weltmeisterschaften 2002 in Schonach und belegte dort einen 31. Platz. Nach mehreren Starts im Continental Cup (COC), wo er zumeist den zweiten Durchgang verpasste, konnte er am 11. Januar 2003 über die nationale Gruppe erstmals im Weltcup starten. Obwohl er dort, wie auch bei seinem zweiten Weltcupstart Anfang Februar beim Skifliegen am Kulm, nur auf den hinteren Plätzen landete, wurde er in das tschechische Team für die Nordische Skiweltmeisterschaften 2003 in Val di Fiemme berufen. Nachdem er beim Springen von der Normalschanze nicht aufgestellt wurde, konnte er von der Großschanze einen 44. Platz erreichen und gehörte am folgenden Tag zum Tschechischen Aufgebot im Teamwettbewerb. Nach den Weltmeisterschaften nahm er nur sporadisch an Weltcup- und Grand-Prix-Springen teil, konnte dabei nie den zweiten Durchgang erreichen. Anfang 2004 kehrte er in den COC zurück, wo er nun wieder regelmäßiger an Wettbewerben teilnahm. Obwohl er hier nur mittelmäßige Leistungen brachte, nahm er an der Skiflug-Weltmeisterschaft 2004 in Planica teil, schied jedoch als 47. bereits nach dem ersten von vier Wertungsdurchgängen aus. In der Folge trat er für den Rest der Saison 2003/04 sowie in den beiden folgenden Saisons nur im Continental Cup an, stand jedoch bei den Nordischen Skiweltmeisterschaften 2005 in Oberstdorf erneut in der tschechischen Mannschaft. Danach trat Hlava für eine längere Zeit nur im COC an und bekam erst wieder in der Saison 2006/07 einige Weltcupeinsätze. Beim Skifliegen auf dem Vikersundbakken konnte er dabei am 13. Januar 2007 mit einem 27. Rang erstmals Weltcuppunkte erringen. Kurz drauf, am 25. Februar konnte er in Oberhof seinen ersten Sieg in einem Continental-Cup-Springen feiern. Nachdem er bei den Sommerspringen 2007 zwischen Grand-Prix und COC pendelte, startete er zu Beginn der Wintersaison 2007/08 erneut im Weltcup. Nachdem er dort jedoch nie den zweiten Durchgang erreichte oder sich erst gar nicht für den Wettkampf qualifizierte, wechselte er wieder in den Continental Cup. Lediglich bei den in Tschechien stattfindenden Springen bekam er Weltcupeinsätze über die nationale Gruppe. Mit Beginn der Saison 2009/10 gehörte er wieder fest zur tschechischen Weltcupmannschaft.
Bei den Olympischen Winterspielen 2010 in Vancouver schied Hlava im Springen von der Normalschanze als 38. punktgleich mit Jernej Damjan nach dem ersten Durchgang aus. Beim Dreikönigsspringen im Rahmen der Vierschanzentournee stürzte Hlava am 6. Januar 2012 und erlitt einen offenen Nasenbeinbruch. Am 4. März 2012 wurde er auf der Salpausselkä-Normalschanze, das Springen war wegen heftiger Winde von der Großschanze dorthin verlegt worden, im finnischen Lahti hinter Daiki Itō und Anders Bardal Dritter und erreichte damit seine erste Podestplatzierung bei einem Weltcupspringen. Die Weltcup-Saison 2011/12 beendete er als 14. der Gesamtweltcupwertung, was damit seine bisher erfolgreichste Saison war.
Am 19. August 2012 wurde er beim Grand-Prix-Springen in Hinterzarten Dritter und erreichte damit seine erste Podiumsplatzierung im Rahmen des Grand Prix. Bei den tschechischen Meisterschaften am 1. September 2012 von der Normalschanze in Frenštát pod Radhoštěm konnte er seinen ersten nationalen Meistertitel erringen. Im darauffolgenden Winter errang er bei der Vierschanzentournee in Innsbruck als Achter seine bisher letzte Top-Ten-Platzierung bei einem Einzel-Weltcupspringen. Bei den Nordischen Skiweltmeisterschaften 2013 in Val di Fiemme belegte er in den Einzelwettbewerben den 25. Rang von der Normalschanze und den 24. Rang von der Großschanze. Mit der tschechischen Mannschaft wurde er Siebter.
Hlava gehörte zum tschechischen Aufgebot der Olympischen Winterspiele 2014 in Sotschi. Er nahm dort nur am Einzelwettbewerb von der Normalschanze teil und belegte dabei den 46. Platz. Für die beiden Wettbewerbe von der Großschanze wurde er nicht nominiert.
Nach abfallenden Leistungen in den vorherigen Jahren startete er in der Saison 2014/15 wieder im Continental Cup, nachdem er vier Jahre nur im Weltcup und im Grand Prix an den Start ging. Er kam im COC aber nicht über einen fünften Platz in Wisła hinaus. Auch im Weltcup erreichte er als 27. in Engelberg nur einmal den Finaldurchgang und holte nur vier Weltcuppunkte in der Saison 2014/15. Er nahm dennoch an den Nordischen Skiweltmeisterschaften 2015 in Falun teil. Im Einzel von der Normalschanze belegte er den 32. Rang, im Mannschaftswettbewerb wurde er Achter. Auch in der Saison 2015/16 pendelte er zwischen COC und Weltcup, allerdings verbesserten sich seine Leistungen wieder. Er wurde am 23. Januar 2016 Dritter beim COC-Springen in Sapporo und erreichte wieder mehrmals den Finaldurchgang im Weltcup. Seine beste Einzelplatzierung war der 15. Rang in Nischni Tagil und er wurde mit 89 Punkten 35. des Gesamtweltcups.
Am 26. August 2016 gewann er das Sommer-COC-Springen in Frenštát pod Radhoštěm, am Folgetag wurde er Zweiter. Hlava gehörte zum tschechischen Aufgebot der Nordischen Skiweltmeisterschaften 2017 in Lahti. Er war allerdings nur Ersatzmann und wurde für keinen Wettbewerb nominiert.
Im Februar 2018 nahm Hlava in Pyeongchang zum dritten Mal an den Olympischen Winterspielen teil, obwohl er in der Saison 2017/18 zuvor keine Weltcuppunkte holte. Er wurde nur für den Einzelwettbewerb von der Großschanze nominiert und scheiterte dort als 52. in der Qualifikation. Die Saison 2017/18 war die erste Saison seit 2007/08, in der er keine Weltcuppunkte holte.
Im Mai 2019 gab Hlava sein Karriereende bekannt und wechselte in den Trainerstab der tschechischen Mannschaft.

## Erfolge

### Continental-Cup-Siege im Einzel
| Nr. | Datum            | Ort                    | Typ           |
| --- | ---------------- | ---------------------- | ------------- |
| 1.  | 25. Februar 2007 | Oberhof                | Normalschanze |
| 2.  | 8. Februar 2009  | Zakopane               | Großschanze   |
| 3.  | 26. August 2016  | Frenštát pod Radhoštěm | Normalschanze |
| 4.  | 19. August 2018  | Frenštát pod Radhoštěm | Normalschanze |

## Statistik

### Weltcup-Platzierungen
| Saison  | Platz | Punkte |
| ------- | ----- | ------ |
| 2006/07 | 82.   | 005    |
| 2008/09 | 58.   | 019    |
| 2009/10 | 48.   | 056    |
| 2010/11 | 50.   | 053    |
| 2011/12 | 14.   | 404    |
| 2012/13 | 35.   | 159    |
| 2013/14 | 57.   | 053    |
| 2014/15 | 78.   | 004    |
| 2015/16 | 35.   | 089    |
| 2016/17 | 49.   | 026    |
| 2018/19 | 54.   | 017    |

### Grand-Prix-Platzierungen
| Saison | Platz | Punkte |
| ------ | ----- | ------ |
| 2009   | 75.   | 002    |
| 2010   | 27.   | 073    |
| 2011   | 24.   | 124    |
| 2012   | 24.   | 092    |
| 2013   | 51.   | 046    |
| 2014   | 56.   | 022    |
| 2015   | 21.   | 138    |
| 2016   | 25.   | 088    |
| 2017   | 78.   | 005    |
| 2018   | 36.   | 049    |